# Jean Jobez
Jean Jobez (* 17. April 1943 in Bellefontaine) ist ein ehemaliger französischer Skilangläufer.
Jobez, der für den Ski Club Morbier Bellefontaine startete, belegte bei den Olympischen Winterspielen 1968 in Grenoble den 46. Platz über 15 km und den 39. Rang über 30 km. Vier Jahre später kam er bei den Olympischen Winterspielen in Sapporo zusammen mit Jean-Paul Vandel, Roland Jeannerod und Gilbert Faure auf den 11. Platz in der Staffel.